# Tom Lukiwski
Tom Lukiwski (né le 5 octobre 1951 à Esterhazy, Saskatchewan) est un homme politique canadien.

## Biographie
Il est actuellement député à la Chambre des communes du Canada, représentant la circonscription saskatchenaise de Regina—Lumsden—Lake Centre depuis l'élection de 2004 sous la bannière du Parti conservateur du Canada.
Tom Lukiwski était un homme d'affaires et administrateur politique avant de se faire élire. Il est Secrétaire parlementaire au Secrétaire parlementaire du leader du gouvernement à la Chambre des communes et ministre de la réforme démocratique.